# Richard (priimek)
Richard je priimek več oseb:
- Jean-Maurice Richard, francoski general
- Raymond-Charles-Anatole Richard, francoski general